# 北九州市立皿倉小学校
北九州市立皿倉小学校（きたきゅうしゅうしりつ さらくらしょうがっこう）は、福岡県北九州市八幡東区尾倉一丁目にある公立小学校。旧・平原小学校（ひらばる）、尾倉小学校（おぐら）、天神小学校（てんじん）の三校統合によって誕生した。
2007年度の職員数41名、児童数507名。

## 沿革
- 1993年（平成5年）4月1日 - 平原小学校、尾倉小学校、天神小学校の三校統合が決定。北九州市立尾倉小学校が皿倉小学校尾倉校に、同・天神小学校が皿倉小学校天神校に、それぞれ変更される（分校扱い）。
- 1995年（平成7年）4月1日 - 皿倉小学校尾倉校、皿倉小学校天神校を統合し、平原小学校跡地に皿倉小学校が設立される。尾倉小学校の跡地にはCCA北九州等が建っている。

## 学校行事
| - 4月 入学式、交通安全教室（1年）、子ども読書の日 - 5月 歓迎集会・遠足、 社会見学（4年）、運動会 - 6月 皿倉山登山（総合・3年）、 天文学習（4年） | - 7月 社会見学（5年） - 8月 夏休み - 9月 校内夏休み作品展、自然教室（5年）、修学旅行（6年） | - 10月 環境体験教室（4年）、陸上記録会（6年） - 11月 連合音楽会、 社会見学（3年） - 12月 | - 1月 - 2月 中学校入学説明会、 皿倉小入学説明会 - 3月 おわかれ集会、卒業式、修了式 |

## 進学先中学校
- 北九州市立尾倉中学校
- 北九州市立中央中学校
- 北九州市立花尾中学校

## 交通

### 鉄道
- JR九州八幡駅

### バス
- 西鉄バス「皿倉小学校」「尾倉町」バス停留所

## 周辺施設
- 北九州市立尾倉市民センター
- 大谷球場
- 八幡東消防署
- 響ホール
- 大谷ジャンクション